# Вила-ду-Топу
Вила-ду-Топу (порт. Vila do Topo)  —  населённый пункт и район в Португалии,  входит в округ Азорские острова. Расположен на острове Сан-Жорже. Является составной частью муниципалитета  Кальета. Население составляет 533 человека на 2001 год. Занимает площадь 9,35 км².
Покровителем района считается Дева Мария (порт. Maria). 

## История
Район основан в 1480 году.

## Галерея
- Собор